# Битва під Плессі
Битва під Плессі (точніше — Палаші) — битва поблизу берегів річки Бхагіратхі у Західній Бенгалії, в якій 23 червня 1757 року британський полковник Роберт Клайв, який представляв інтереси Британської Ост-Індійської компанії, завдав нищівної поразки військам бенгальського наваба Сірадж уд-Даула, на боці якого виступала Французька Ост-Індійська компанія.

## Передісторія
Збройна сутичка була спровокована захопленням навабом плацдарму англійців у Бенгалії — форту Вільям на території сучасної Калькутти. Рада директорів відрядила на протидію бенгальцям з Мадраса полковника Роберта Клайва й адмірала Чарльза Вотсона. Значну роль у перемозі англійців відіграла зрада воєначальників наваба.

## Хід битви
Битва розпочалась о 7:00 ранку 23 червня 1757 року, коли індійська армія перейшла в наступ й відкрила артилерійський вогонь по британських позиціях.
Об 11:00 ранку один із командувачів індійців очолив атаку, але був убитий британським гарматним ядром. Це спричинило паніку серед його солдат.
Опівдні почалась сильна злива. Британці оперативно поховали порох, гармати й мушкети від дощу, а нетреновані війська індійців, незважаючи на французьку допомогу, були не в змозі вчинити так само. Коли ж дощ припинився, у британців ще була вогнева міць, натомість зброя їхніх супротивників потребувала тривалого сушіння. О 2:00 після опівдня британці почали наступ. Мір Джафар оголосив відступ. О 5:00 відступ переріс у втечу.

## Наслідки
Перемога під Плессі ознаменувала британське завоювання Бенгалії, тому саме з неї прийнято починати відлік британського панування на Індійському субконтиненті. Протистояння англійців і французів в Індії було східним театром Семирічної війни, названої Черчиллем першою світовою війною в історії.